# Ecce Cor Meum
Ecce Cor Meum (с лат. — «Вот моё сердце»; англ. Behold My Heart) — четвёртый альбом с симфонической музыкой Пола Маккартни, выпущенный 25 сентября 2006 года лейблом EMI Classics. Оратория в четырёх частях, спродюсированная и оркестрованная Джоном Фрейзером (John Fraser) для симфонического оркестра и хора из мальчиков и взрослых, текст написан на латинском и английском языках. На создание оратории Пол Маккартни был частично вдохновлен воспоминаниями о своей жене Линде.

## Список композиций
Автор всех пьес — Пол Маккартни.
| №  | Название             | Длительность |
| -- | -------------------- | ------------ |
| 1. | «I - Spiritus»       | 12:00        |
| 2. | «II - Gratia»        | 10:50        |
| 3. | «Interlude (Lament)» | 3:56         |
| 4. | «III - Musica»       | 15:14        |
| 5. | «IV - Ecce Cor Meum» | 14:50        |

## Список участников записи
(по данным)
- Kate Royal: Soprano
- Academy of St Martin in the Fields
- Conducted by Gavin Greenaway
- London Voices
- Chorus Master: Ben Parry
- Boys of Magdalen College Choir, Oxford
- Boys of King’s College Choir, Cambridge
- Colm Carey: Organ
- Mark Law: Piccolo Trumpet
- Executive Producer: Paul McCartney
- Producer: John Fraser
- Engineer: Arne Akselberg
- Assistant Engineers: Sam Okell, Robert Houston, Andrew Dudman
- Technical Co-ordination Assistant: Keith Smith
- Mastered & edited by Simon Kiln at Abbey Road Studios, London
- All tracks published by MPL Communications Ltd.

## Издания альбома
| Страна         | Дата             | Лейбл                       | Формат               | Номер по каталогу          |
| -------------- | ---------------- | --------------------------- | -------------------- | -------------------------- |
| Великобритания | 25 сентября 2006 | EMI Classics                | CD (limited edition) | 3704232 / 0946 3 70423 2 8 |
| Великобритания | 25 сентября 2006 | EMI Classics                | CD                   | 3704242 / 0946 3 70424 2 7 |
| США            | 26 сентября 2006 | Angel Records, EMI Classics | CD                   | 0946 3 70424 2 7           |
| США            | 17 октября 2006  | Angel Records, EMI Classics | CD (limited edition) | 0946 3 70423 2 8           |
| Япония         | 29 September 2006                 | Toshiba-EMI                 | CD                   | TOCP70099                  |